# Gresa Pallaska
Gresa Pallaska, född 25 april 1982 i Pristina, är en kosovoalbansk film-, tv-, och teaterskådespelerska. Hon är mest känd för sin roll som Trëndalina i den kosovanska TV-serien Familja Moderne.
Pallaska föddes i Pristina, och fick sin första roll som skådespelare år 2000 i teaterpjäsen Faust III som sattes upp på Kosovos nationalteater i Pristina. Hon utbildade sig vid Akademia i Arteve i Tirana där hon tog examen i skådespeleri 2004. Sedan 2006 är hon en del av den kosovanska sitcom-serien Familja Moderne som blivit mycket populär. Pallaska har spelat i pjäser uppsatta på teatrar över hela Balkan, bland annat i Skopje, Ljubljana, Podgorica och Pula. Merparten av hennes verk har hon dock spelat hemma i Pristina.
I november 2015 presenterades hon som en av programledarna för Festivali i Këngës 54 som hölls i december 2015. Hon skulle leda festivalen tillsammans med Pandi Laço och Blerta Tafani. Dagar innan tävlingens början hoppade hon av uppdraget på grund av utmattning.